# Jean Villeri
Jean Villeri est un peintre français d'origine italienne, né le 28 février 1896 à Oneille, aujourd'hui Imperia, mort le 29 avril 1982 à Cagnes-sur-Mer. Il appartient au courant non figuratif de la nouvelle École de Paris. Ses expositions ont été plusieurs fois préfacées par le poète René Char.

## Biographie
Jean (Giovanni Domenico Giuseppe) Villeri est né le 28 février 1896 à Oneglia (aujourd'hui Imperia) en Italie. Son père, Disma, compositeur et chef d'orchestre à Monte-Carlo et sa mère, née Caroline Oneglio, s'établissent définitivement à Cannes en 1906.
Après le certificat d'études, alors qu'il peint déjà, Villeri est en 1912 apprenti chez un tailleur qui conseille à sa famille de le laisser suivre sa vocation. Il fait son premier envoi au Salon des Artistes Français puis se consacre entièrement à la peinture, parcourant la côte et l'arrière-pays, donnant pour vivre des leçons de peinture, le plus souvent en plein air, aux étrangers qui résident sur la Côte, croisant Renoir, Soutine, Kikoine. Il participe simultanément à des salons régionaux.
En 1916 Villeri séjourne à Paris dont il découvre les musées, puis voyage en Italie. En 1922 il se marie avec Olivia Funk et se fixe au Cannet où il fait la connaissance de Pierre Bonnard dont la rigueur et l'esprit l'influencent profondément, et aux côtés de qui il expose en 1926 à Cannes. C'est autour de l'année suivante qu'il décore le bar de la Sarrazine à Saint-Tropez.
Sa rencontre en 1929 avec Francis Picabia, Jean-Joseph Crotti et Jacques Villon l'engage dans la voie non figurative. En 1934 Villeri adhère au mouvement Abstraction-Création fondé par Herbin, Kandinsky, Mondrian, participe aux expositions du groupe et aux numéros de sa revue. Il fait alors de fréquents séjours à Paris. À Cannes il se lie en 1934 avec Paul Éluard et René Char.

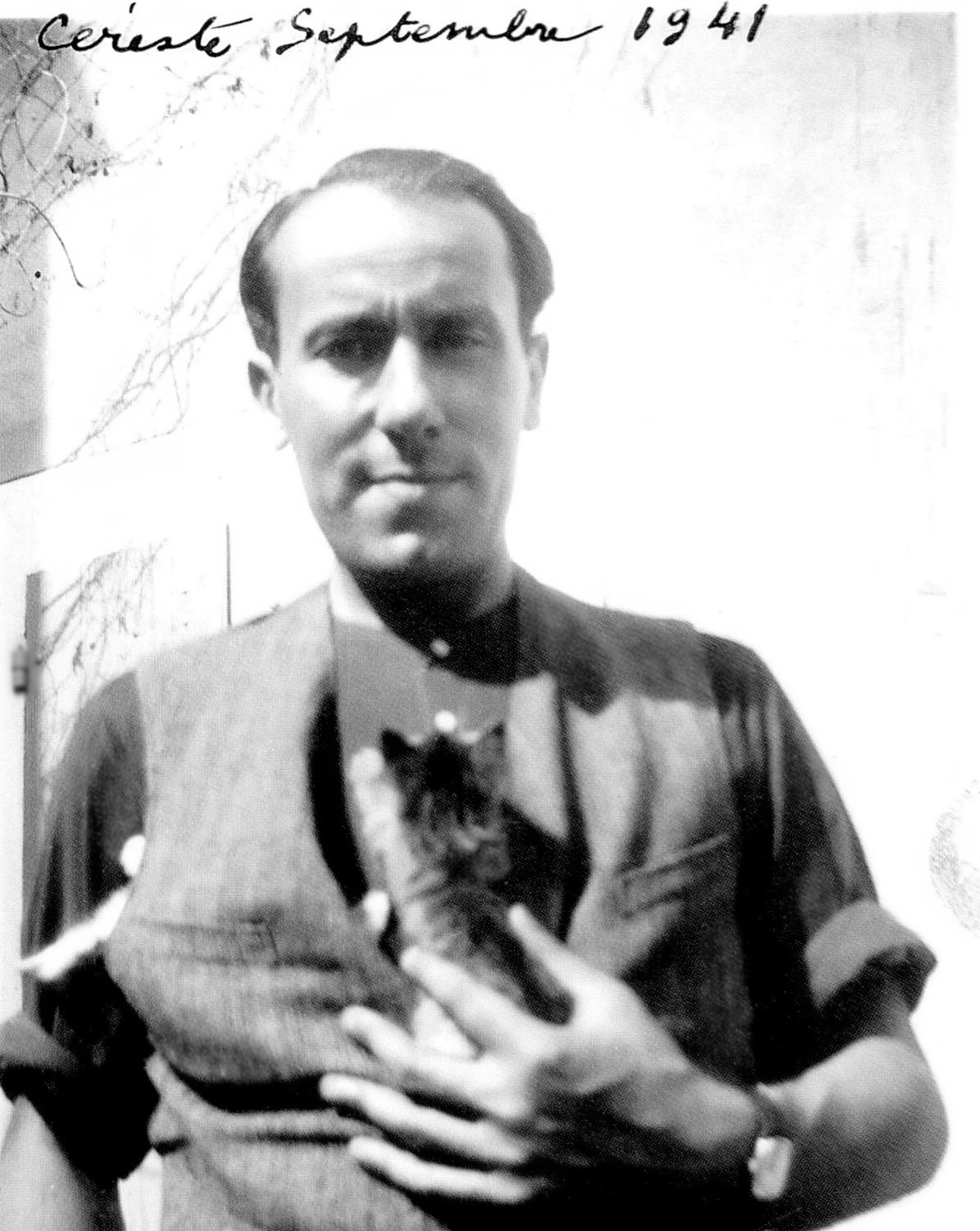
René Char en 1941

En 1937 Jean Villeri illustre le manuscrit du poème « L'Essentiel inconnaissable » de René Char qui préface en 1939 l'exposition à Paris des toiles du peintre sur lesquelles s'agglomèrent déjà aux ciments colorés du sable, du gravier, des fragments de liège. En 1938 sur les pistes de ski de Serfaus en Autriche Villeri fait la connaissance de Jean Lescure qui, après une étude publiée en 1949 dans Cahiers d'art (« Jean Villeri ou les risques de la réalité ») ne cessera d'accompagner les développements de son œuvre.

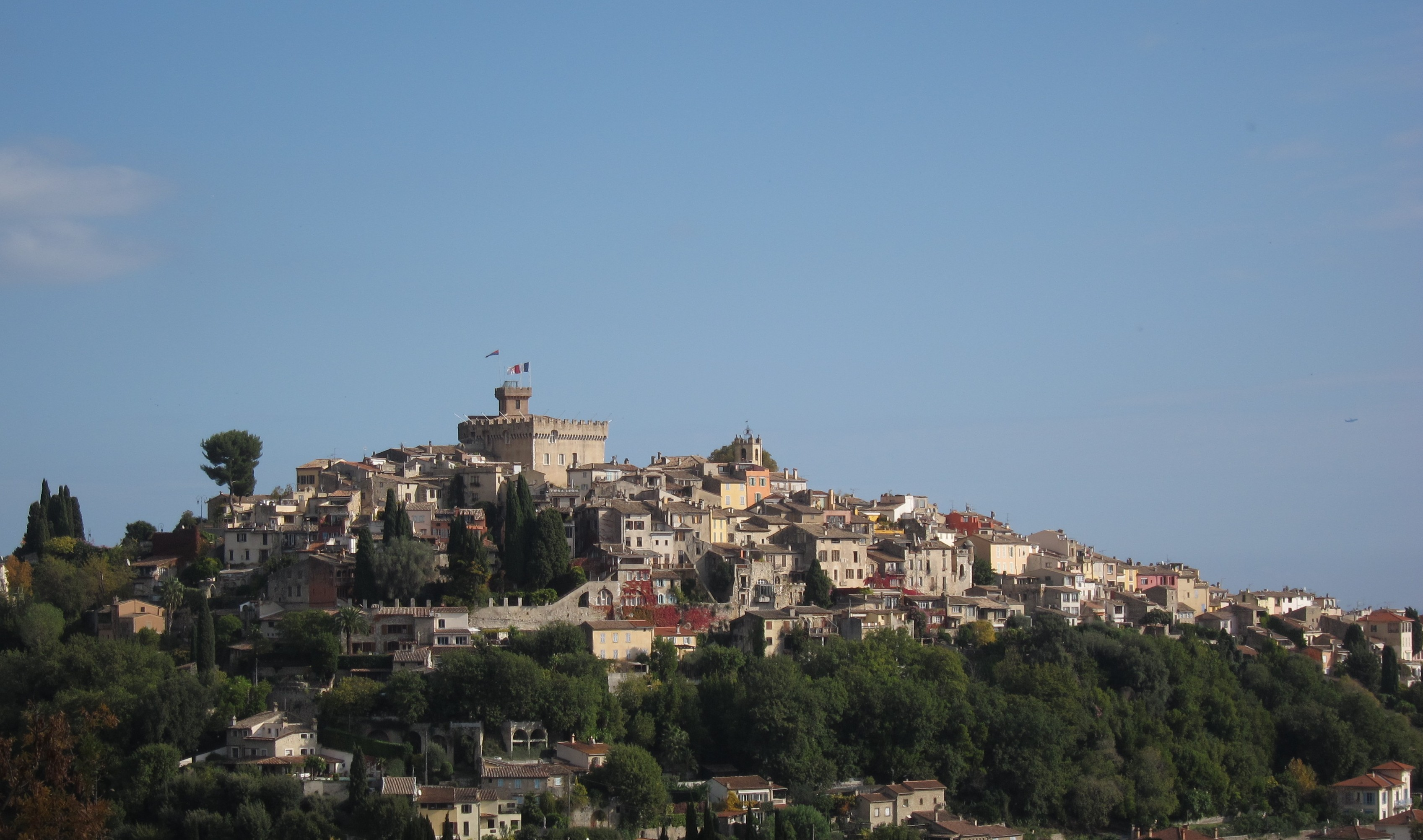
Les Hauts de Cagnes-sur-Mer où Jean Villeri habitera de 1940 à sa mort

En 1940 Villeri quitte Cannes pour s'installer définitivement, avec sa compagne Simone Bouvier, sur les Hauts de Cagnes-sur-Mer, où il se lie avec Geer van Velde. Recherché par les Allemands il doit fuir à Saint-Jean du Gard en 1944, où il retrouve René Char et rencontre Michel Seuphor.
Après guerre, René Char préface ses expositions à la Galerie Maeght en 1948, à la Galerie Creuze en 1958. Villeri participe régulièrement aux Salon des Réalités Nouvelles et au Salon de Mai, se situant lui-même dans la nouvelle École de Paris qui rassemble notamment Jean Bazaine, Maurice Estève, Alfred Manessier, Gustave Singier. À partir de 1955 sa peinture se couvre de matières, se métamorphose bientôt en bas-reliefs, intégrant cordages et filins, épaves de bois ou de fer. Villeri participe en 1961 et 1962 aux expositions du groupe Reliefs organisées par San Lazzaro. En 1976 il épouse à Mougins Anne-Marie Mousseigne, rencontrée quelques années plus tôt, et obtient la nationalité française. En 1980 une rétrospective de son œuvre est présentée à Saint-Maximin tandis qu'est publié un recueil de ses poèmes, Alternances.
Jean Villeri meurt le 29 avril 1982 à Cagnes-sur-Mer. Plusieurs expositions rétrospectives de son œuvre sont par la suite présentées en France et en Italie.

## L'œuvre
Jusqu'en 1931 les natures mortes, les portraits et les paysages (marchés de Nice ou de Venise, vue du Lac Majeur, vieilles rues de Biot, de Cagnes-sur-Mer ou du Cannet, ports de Cannes ou Saint-Tropez) de Villeri sont librement figuratifs.
En 1931 sa démarche s'oriente vers une abstraction de tendance géométrique dont les formes s'assouplissent vers 1937, évoquant parfois allusivement des visages (Portrait dit de René Char, 1937, Château-Musée de Cagnes-sur-Mer).
Le Pas du poète, intégrant en 1939 ciment coloré, fragments de filets et lièges, annonce l'évolution ultérieure de Villeri. Dans les années 1940 c'est cependant dans une non figuration d'abord vivement colorée (Le cirque, c. 1940, et Interférence, 1949, collections de la Ville de Cagnes-sur-Mer) puis plus nuancée (Le partage de l'aube, 1952 ; La Mamounia, Hôtel à Marrakech, 1955) qu'il s'engage.
À partir de 1958 les matières s'épaississent sur ses toiles devenues quasiment monochromes. En 1962 Villeri y adjoint des reliefs métalliques puis des bois (Contestation, 1968) et rentre en 1973 dans la série Présent futur antérieur de ses peintures tout à la fois « momifiées » et « ficelées ».

## Jugement
« C'est l'heure que choisit Villeri pour tendre ses filets. Cet homme utile croit aux couleurs, à celles dont le contact avec les énergies de l'univers, à la longue est devenu inapparent afin d'être plus sensible. Le fer, le liège, le filin, l'arbre du gouvernail, l'étoile africaine, autant de pensées qui vous attendent pour vous prendre par la conscience. »
René Char (Galerie Henriette, Paris, 1939; Œuvres complètes, Bibliothèque de la Pléiade, Gallimard, 1983, p. 705)

## Expositions personnelles
- 1924 : Galerie Allard, Paris.
- 1939 : Galerie Henriette, Paris.
- 1948 : Jean Villeri peintures 1944-1947, Galerie Maeght, Paris.
- 1955 : Pitture recenti di Jean Villeri, Galleria Apollinaire, Milan.
- 1958 : Jean Villeri peintures 1948-1958, Galerie Raymond Creuze, Paris.
- 1959 : Villeri, Œuvres récentes, Galerie H. Le Gendre, Paris.
- 1963 : Jean Villeri, Galerie Blumenthal, Paris.
- 1968 : Jean Villeri, peintures, reliefs, céramiques, Château-Musée de Cagnes-sur-Mer.
- 1975 : Galerie Antarès,Cannes.
- 1977 : Galerie Candela, Cannes.
- 1980 : Jean Villeri, cinquante ans de peinture, Couvent royal de Saint-Maximin-la-Sainte-Baume.
- 1988 : Jean Villeri, Musée des Beaux-Arts de Nice.
- 1988 : Jean Villeri, Reliefs 1962-1975, Galerie Caroline Beltz, Paris.
- 1994 : Jean Villeri, l’atelier de Cagnes, Château-Musée de Cagnes-sur-Mer.
- 1995 : Jean Villeri 1935-1955, Villa Noailles, Hyères.
- 1995 : Jean Villeri, œuvres de l966 à l976, Galerie Mantoux-Gignac, Paris.
- 1999 : Jean Villeri, Centre International d’Art Contemporain, Carros.
- 2002 : Villeri 1896-1982, peintures et reliefs, Château-Musée de Cagnes-sur-Mer.
- 2002 : Villeri, œuvres inédites sur papier, Citadelle Saint-Elme, Villefranche-sur-Mer.
- 2002 : Jean Villeri, Museo Civico di Palazzo Borea d’Olmo, San Remo.
- 2004 : Jean Villeri, peintures des années 50, Galerie Arnoux, Paris.
- 2007 : Villeri, œuvres sur papier et  Villeri, les dernières œuvres, Lycée Renoir, Cagnes sur Mer.
- 2008 : Jean Villeri, œuvres sur papier, années 50, Galerie Sabine Vazieux, Paris.
- 2010 : Jean Villeri, « Barricades », œuvres des années 30 à 70, Galerie Arnoux, Paris.
- 2015 : Jean Villeri, Un insolito viaggio… attraverso la figurazione, Emporio Fratelli Carli, Imperia.
- 2018 : Villeri, le méditerranéen, musée Muséum départemental des Hautes-Alpes.
- 2019 : Villeri, Centre International d’Art Contemporain, Carros.
- 2020 : Jean Villeri, L’Œuvre ultime, Librairie-Galerie Rabelais, Nice.
- 2022 : Jean Villeri, mémoire involontaire, Palais des Ambassadeurs, Menton.

## Musées
- Antibes, Musée Picasso :
  - L'Épave, 1970, acrylique et éléments d'épaves cloués sur jute encollée sur contreplaqué, 153,5 × 100,5 cm, n° inventaire MPA 1984.1.13.
- Cagnes-sur-Mer, Château-Musée de Cagnes-sur-Mer :
  - Rue Hyppolite Guis (Cagnes-sur-Mer), vers 1925, aquarelle, 46 × 61 cm.
  - Portrait dit de René Char, 1937, encre de Chine, 53 × 38 cm.
  - Le Fanal du sorcier, 1967, relief métallique, 153 × 100 cm.
- Cagnes-sur-Mer, Ville de Cagnes-sur-Mer :
  - Le Cirque, vers 1940, huile sur toile, 50 × 65 cm.
  - Interférence, 1949, huile sur toile, 130 × 89 cm.
- Nantes, Musée d'Arts de Nantes :
  - Sans titre, 1932 / 1973, sérigraphie d'après Composition, huile, 1932, sur format original, tirage : sérigraphie de 1973, dans Abstraction Création. Art non figuratif, 1932-1936, portfolio de 29 planches, 1973, 89,7 × 75,5 × 6,3 cm, n° inventaire 979.14.27.E.
- Nice, Musée des Beaux-Arts de Nice :
  - La Cueillette des olives, 1925, huile sur toile, 52 × 63 cm.
- Nice, Musée d'Art moderne et d'Art contemporain de Nice :
  - Continent intérieur, 1965, collage, acrylique et huile sur carton et tissu sur toile, 162 × 114 cm, n° inventaire 998.0.45[5].
- Paris, Centre national d'art et de culture Georges Pompidou :
  - Sans titre, 1932 / 1973, sérigraphie d'après Composition, huile, 1932, sur format original, tirage : sérigraphie de 1973, dans Abstraction Création. Art non figuratif, 1932-1936, portfolio de 29 planches, 1973, 89,7 × 75,5 × 6,3 cm, n° inventaire AM 81-65-1326 (31).
- Paris, Centre national des arts plastiques[6] :
  - Marché, 1928, aquarelle, 52 × 67 cm, n° inventaire FNAC 10686. En dépôt depuis l1929 à l'hôpital militaire du Val-de-Grâce (Paris).
  - Sans titre, 1932 / 1973, sérigraphie d'après "Composition", huile, 1932, sur format original, tirage : sérigraphie de 1973, n° inventaire FNAC 32004 (28). En dépôt depuis l2015 au musée des Beaux-Arts de Rennes.
  - Interférences, 1964, huile sur toile, 81,5 × 130 × 2,5 cm, n° inventaire FNAC 29487.
  - Sans titre, avant 1974, acrylique sur papier, n° inventaire FNAC 31682.
  - Sortilèges, 1971, relief, technique mixte, 146 × 200 cm, n° inventaire FNAC 33635 En dépôt depuis 1981 au Couvent royal de Saint-Maximin-la-Sainte-Baume.
- Paris, Bibliothèque nationale de France[7].
  - Sans titre, lithographie, 1969, à l'occasion de l'exposition au Château de Cagnes.
- Vézelay, Fondation Christian et Yvonne Zervos
- Villefranche-sur-Mer, Ville de Villefranche_sur-Mer :
  - Le Pêcheur, 1931, aquarelle, 50 × 65 cm.
  - Bar à Villefranche, 1932, gouache, 65 × 50 cm.

## Écrits de Jean Villeri
- Poèmes (12 poèmes illustrés) en collaboration avec André Villers, Éditions Disma, 1975.
- Alternances (poèmes), couverture de Jean Villeri, dessin de 1976, accompagné de Jean Villeri ou les rêves du commencement par Michel-Georges Bernard, Sigean, Éditions de l'Orycte no 49, à l'occasion de l'exposition de Jean Villeri au Couvent royal de Saint-Maximin-la-Sainte-Baume, 1980.
- Cahiers d'Hofgastein, avril 1936, préface d'Anne-Marie Mousseigne, Les cahiers de Jean Villeri, Éditions Latitude, 1994.

## Illustration
- André Verdet, L'Oiseau d'or chantera, introduction de Pierre de Lescure, six dessins de Jean Villeri, Éditions G.L.M., 1951.
- Jean Lescure, Noires compagnes de mes murs (poèmes) avec 8 dessins de Roger Chastel, Jean Coulot, Marcel Fiorini, Léon Gischia, Charles Lapicque, Mario Prassinos, Raoul Ubac et Jean Villeri, Florentin Mouret, Avignon, 1961 [Dessin de Villeri pour le poème « Villeri ou l'ouvrage adverse, p.49-54 ».

## Correspondance
- Les lettres de René Char à Jean Villeri ont été déposées à la bibliothèque du Musée François-Pétrarque à Fontaine-de-Vaucluse.

## Éléments de bibliographie
: source utilisée pour la rédaction de cet article

### Catalogues d'exposition
- 1939 : Galerie Henriette, Paris (préface de  René Char, « Jean Villeri de ronces aux baies furieuses... »).
- 1948 : Jean Villeri peintures 1944-1947, Galerie Maeght, Paris (Derrière le miroir, no 7, février 1948, 4 lithographies originales de Villeri, textes de Yves Battistini, « Un peintre de l'ubiquité », de René Char, « Comme le monde était beau lorsqu'il n'avait que la largeur d'un visage... » et de Lucien Coutaud).
- 1955 : Pitture recenti di Jean Villeri, Galleria Apollinaire, Milan (préface de Frank Elgar).
- 1958 : Jean Villeri peintures 1948-1958, Galerie Raymond Creuze, Paris (préface de René Char, « Les années et les œuvres qui comptent finissent par ne faire qu'un seul bouquet... » et texte de René Gaffé).
- 1963 : Galerie Blumenthal, Paris (préface de Pierre Guéguen, « Jean Villeri et la sculpto-peinture ».
- 1968 : Jean Villeri, peintures, reliefs, céramiques, Château-Musée de Cagnes-sur-Mer, (textes de Jean Lescure : « A notre époque où tant de gens entrent en peinture... », et Jean Onimus, « Jean Villeri, un artiste chaleureux, une vision tragique... »).
- 1980 : Jean Villeri, cinquante ans de peinture, Couvent royal de Saint-Maximin-la-Sainte-Baume (préface de Jean Lescure, « Qui donc, connaissant Jean Villeri, pourrait l'imaginer cessant de peindre ? »).
- 1988 : Jean Forneris, Jean Villeri entre chaos et cosmos (catalogue exposition), Musée des Beaux-Arts de Nice, 1988 [textes de Jean Forneris, « Jean Villeri entre chaos et cosmos », Claude Fournet et Jacques Lepage, « II est des hommes qui à la charnière du temps se manifestent dans l'autre siècle ... »].
- 1994 : Jean Villeri, l’atelier de Cagnes, Château-Musée de Cagnes-sur-Mer (préface de Jacques Kober, « Villeri vigie... »).
- 1995 : Jean Villeri, œuvres de l966 à l976, Galerie Mantoux-Gignac, Paris (préface de Raphaël Monticelli, « Écrire sur l'œuvre de Jean Villeri... »).
- 1999 : Jean Villeri, Centre International d’Art Contemporain, Carros (préface de Marcel Paquet, « Jean Villeri : La traversée du visible »).
- 2002 : Villeri 1896-1982, peintures et reliefs, Château-Musée de Cagnes-sur-Mer (textes de Benoit Pekle, Bruno Mendonça, Michel Gaudet, Claude Fournet, André Villers, Raphaël Monticelli, Joseph Jarema), 112 p.
- 2002 : Jean Villeri, Museo Civico di Palazzo Borea d’Olmo, San Remo (textes de Germano Beringheli, « Jean Villeri tra figurazione e astrattismo », et Léonardo Lagorio, « L'insolito viaggio : elementi figurativi nell'opera di Jean Villeri », en italien et en français; traductions en italien de textes de Jean Lescure, Yves Battistini, Pierre Guéguen, Frank Elgar, Jacques Lepage, Michel Gaudet, Jacques Kober et Daniel Bizien), 144 p.

### Quelques articles et ouvrages généraux
- BERNARD, Michel-Georges, dans Porte du Sud no 11, été 1988.
- BOUDAILLE, Georges, dans Cimaise no 5, juillet-août 1959.
- CHAR, René, préfaces des expositions de Jean Villeri en 1939, 1948 et 1958. Les deux premières préfaces sont reprises dans Art bref, éditions G.L.M., 1950, dans Recherche de la base et du sommet, Paris, Gallimard, 1955, et dans Œuvres complètes, Bibliothèque de la Pléiade, Gallimard, 1983, p. 704-705. Les trois préfaces sont reprises dans Dans l'atelier du poète, édition établie par Marie-Claude Char, Quarto Gallimard, 1996, respectivement p. 319, 537 et 756.
- CHEVALIER, Denys, dans Arts, 20 février 1948 ; dans Carrefour, 25 février 1948 ; dans Combat, 18 septembre 1961.
- DEGAND, Léon, dans.Paru no 41, avril 1948 ; dans Arts d'aujourd'hui , 9 avril 1950.
- ELGAR, Franck, dans Carrefour, 25 février 1948 ; dans Cahiers d'art no 1, juin 1953 ; dans Carrefour, 23 avril 1958, dans Carrefour, 25 avril 1974.
- GALY-CARLES, Henri, dans  Aujourd'hui, art et architecture [revue dirigée par André Bloc no 60, février 1961.
- GAUDET, Michel, dans Les Lettres françaises, no 1269, février 1964.
- GUÉGUEN, Pierre, dans  Aujourd'hui, art et architecture, septembre 1960.
- HARAMBOURG, Lydia, dans Lydia Harambourg, L'Ecole de Paris, 1945-1965 : dictionnaire des peintres, Neuchâtel, Ides & Calendes, 1993, 525 p. (ISBN 2-8258-0048-1), « Jean Villeri », p. 489-490; nouvelle édition, 2010, p. 489-490  (ISBN 978-2-8258-0241-0)]; dans  La Gazette de l'Hôtel Drouot, 11 octobre 2002.
- LEPAGE, Jacques, dans  Les Lettres françaises, octobre 1961 ; dans Aujourd'hui art et architecture, septembre 1962 ; dans  Aujourd'hui, art et architecture, janvier 1963.
- LESCURE, Jean, dans Cahiers d'art, 15 octobre 1949.
- LÉVÊQUE, Jean-Jacques, dans Arts 17 avril 1963.
- RAGON, Michel, dans Cimaise no 5, 1958.
- SEUPHOR, Michel, dans Dictionnaire d'Art Abstrait, Hazan 1953; réédition Poche Larousse 1975.
- VERDET, André, dans Aujourd'hui, art et architecture, octobre 1961 ; dans XXe siècle no 22, 1963.